# Стейтен Айленд (фильм)
«Стейтен Айленд» (англ. Staten Island) — криминальный кинофильм 2009 года выпуска, режиссёрский дебют Джеймса Демонако, спродюсированный Люком Бессоном. Главные роли исполнили Итан Хоук, Винсент Д’Онофрио, Сеймур Кассел и Джулианна Николсон.
Режиссёр был номинирован на гран-при международного кинофестиваля в Токио в 2009 году.

## В ролях
- Итан Хоук — Салли Халверсон
- Винсент Д’Онофрио — Парми Тарзо
- Сеймур Кассел — Джаспер Сабиано
- Джулианна Николсон — Мэри Халверсон
- Доминик Фумуса — Джаммарино
- Линн Коэн — доктор Лейкович
- Майкл Хоган — Билл Квинлан
- Давид Вадим — высокий мужчина

## Выпуск
Фильм был показан всего в нескольких кинотеатрах в Нью-Йорке, после чего был выпущен на DVD в декабре 2009.

## Критика
Фильм получил смешанные отзывы критиков. На агрегаторе рецензий Rotten Tomatoes рейтинг одобрения составляет 25 % на основе отзывов 8 критиков. Рецензент из The New York Times в целом положительно отозвался о дебютной работе Демонако, в то время как журналист из The New York Daily News назвал фильм «пустой тратой сильного актёрского состава».